# Еремица
Еремица — река в России, протекает в Вожегодском и Харовском районах Вологодской области. Устье реки находится в 55 км по левому берегу реки Сить. Длина реки составляет 15 км.
Еремица берёт начало в болотах на границе Вожегодского и Харовского районов в 15 километрах к юго-востоку от Кадниковского. Верхнее течение проходит по территории Вожегодского района, нижнее — по территории Харовского. Течёт на северо-запад по ненаселённому лесу, крупных притоков нет. Впадает в Сить около деревни Заречная (Разинское сельское поселение).

## Данные водного реестра
По данным государственного водного реестра России относится к Двинско-Печорскому бассейновому округу, водохозяйственный участок реки — озеро Кубенское и реки Сухона от истока до Кубенского гидроузла, речной подбассейн реки — Сухона. Речной бассейн реки — Северная Двина.
По данным геоинформационной системы водохозяйственного районирования территории РФ, подготовленной Федеральным агентством водных ресурсов:
- Код водного объекта в государственном водном реестре — 03020100112103000005900
- Код по гидрологической изученности (ГИ) — 103000590
- Код бассейна — 03.02.01.001
- Номер тома по ГИ — 03
- Выпуск по ГИ — 0